# کوئنتین دپهی
کوئنتین دپهی (انگلیسی: Quentin Depehi؛ زادهٔ ۲۶ نوامبر ۱۹۹۷) بازیکن فوتبال اهل فرانسه است.
از باشگاه‌هایی که در آن بازی کرده‌است می‌توان به باشگاه فوتبال تولوز و باشگاه فوتبال گنگام اشاره کرد.